# بالاورستان
بالاوَرستان یا بلتستان کنونی نام تاریخی منطقه‌ای از قلمرو کشمیر در پاکستان است. منطقه‌ای از کشمیر که زیر اداره پاکستان قرار دارد. شهرهای مانند سکردو، استورا، شگر، گانچهی و کهرمنگ است. منطقه بلتستان بخشی از نواحی قلمرو کشمیر تحت کنترل پاکستان است.
این مناطق بخشی از سرزمین جامو و کشمیر است که در سال ۱۳۲۶ (۱۹۴۷) زیر کنترل پاکستان قرار گرفت.

## سرچشمه نام بالاورستان
نظر دوم دربارهٔ نام منطقه، برمی‌گردد به گرفته شدن نام بالاورستان از نام شاه اسطوره‌ای و باستانی این منطقه که بلرشاه نامیده می‌شده‌است. روایت شده که بلرشاه بعد از متحد کردن این منطقه سلسله حاکمانی با توجه به تبار و نژاد کشمیری پدیدآورد.
البته نظر سومی هم از طرف بنیاد ملی پژوهش‌های تاریخی-فرهنگی پاکستان مطرح شده‌است. این پژوهش می‌گوید که این نام گرفته شده‌است از عنوان پاتولا، سلسله پادشاهی بودایی کشمیر قدرتمندی که در قرن هشتم میلادی کنترل منطقه را در دست داشته‌است.

## وضعیت سیاسی
مردم این منطقه از نظر جغرافیایی، قومی، زبانی و فرهنگی وضعیت مشابه‌ای با کشمیر دارند. جبههٔ بالاورستان (کشمیر غربی)، به‌عنوان مثال، یکی از اهداف خود را آزاد شدن مشاغل ممنوعه در پاکستان عنوان کرده‌است.
در سال‌های اخیر پاکستانی‌های زیادی اعلام پشتیبانی خود را از بالاورها برای گرفتن نقش سیاسی بزرگ‌تر، دادن امتیازات سیاسی بیشتر به بالاورستان در دولت فدرال و گرفتن حق شهروندی عادی ابراز داشته‌اند.
نخبگان پاکستانی عقیده دارند که استقلال بالاورستان یا بلتستان کنونی با جمعیتی نزدیک به دو میلیون نفر، بدون کمک دولت پاکستان و با وجود سرزمین محصور در خشکی (بالاورستان) غیرممکن خواهد بود. سازمان ملل تأکید بیشتر این منطقه به ملحق شدن به سرزمین کشمیر شد.
سازمان دانشجویان ناسیونالیست بالاورستان یا بلتستان در اردیبهشت ۱۳۸۷ (آوریل ۲۰۰۸) سطح مطالبات را با درخواست پنجمین ایالت شدن بالاورستان شدن که دولت پاکستان با اضافه کردن بخش گلگت که قبلاً منطقه‌ای شامل خیبر پختونخوا بود که مخالفت‌های زیاد تا به الان دارند و برخی مردم گلگت را منطقه از پشتونستان می‌دانند، که موفقیت روبرو شدن و بلتستان هم پس از سند، پنجاب، سرحد و بلوچستان به‌عنوان یک ایالت ثبت شد.